# Вихрь (фильм, 2002)
«Вихрь» (англ. The Circuit) — фильм канадского режиссёра Джалала Мерхи в жанре боевика, вышедший в 2002 году.

## Сюжет
Дирк Лонгстрит — уважаемый преподаватель университета, и никто из его новых друзей не знает, что когда-то Дирк был чемпионом подпольных боев без правил, где кровожадные болельщики делают ставки на жизнь и смерть неустрашимых бойцов.
Став единственным, кому удалось уйти с кровавой арены живым и непобежденным, Дирк считал, что покончил со своим безумным прошлым. Но теперь ему придется вспомнить все болевые приёмы и коронные удары, чтобы спасти жизнь своего брата, ставшего пленником жестоких хозяев боёв, которые каждую ночь заставляют его сражаться с алчными убийцами. Стремясь поквитаться со старыми врагами, Дирк вновь выйдет на арену и сокрушит всех, кто встанет у него на пути.

## В ролях
| Актёр          | Роль           |
| -------------- | -------------- |
| Оливье Грюнер  | Дирк Лонгстрит |
| Брайан Джинесс | Викстон Хэк    |
| Билли Драго    | Ленни Грант    |
| Гейл Харрис    | Николь Кент    |
| Лорен Аведон   | детектив Сайкс |